# Mohn Basin
Das Mohn Basin ist eine große Senke am Rand des Polarplateaus in der antarktischen Ross Dependency. Sie erstreckt sich vom Westrand der Quarles Range südwärts über eine Strecke von 160 km und schließt das Firnfeldgebiet im Königin-Maud-Gebirge mit ein, das an die Kopfenden des Bowman-Gletschers, des Devils Glacier, des Amundsen- und des Scott-Gletschers grenzt.
Der norwegische Polarforscher Roald Amundsen und vier Begleiter entdeckten die Senke im Zuge seiner erfolgreichen Südpolexpedition (1910–1912) im Dezember 1911. Das Advisory Committee on Antarctic Names benannte sie nach dem norwegischen Meteorologen Henrik Mohn (1835–1916), der die meteorologischen Berichte zu Amundsens Forschungsreise geschrieben hatte.